# Izmir

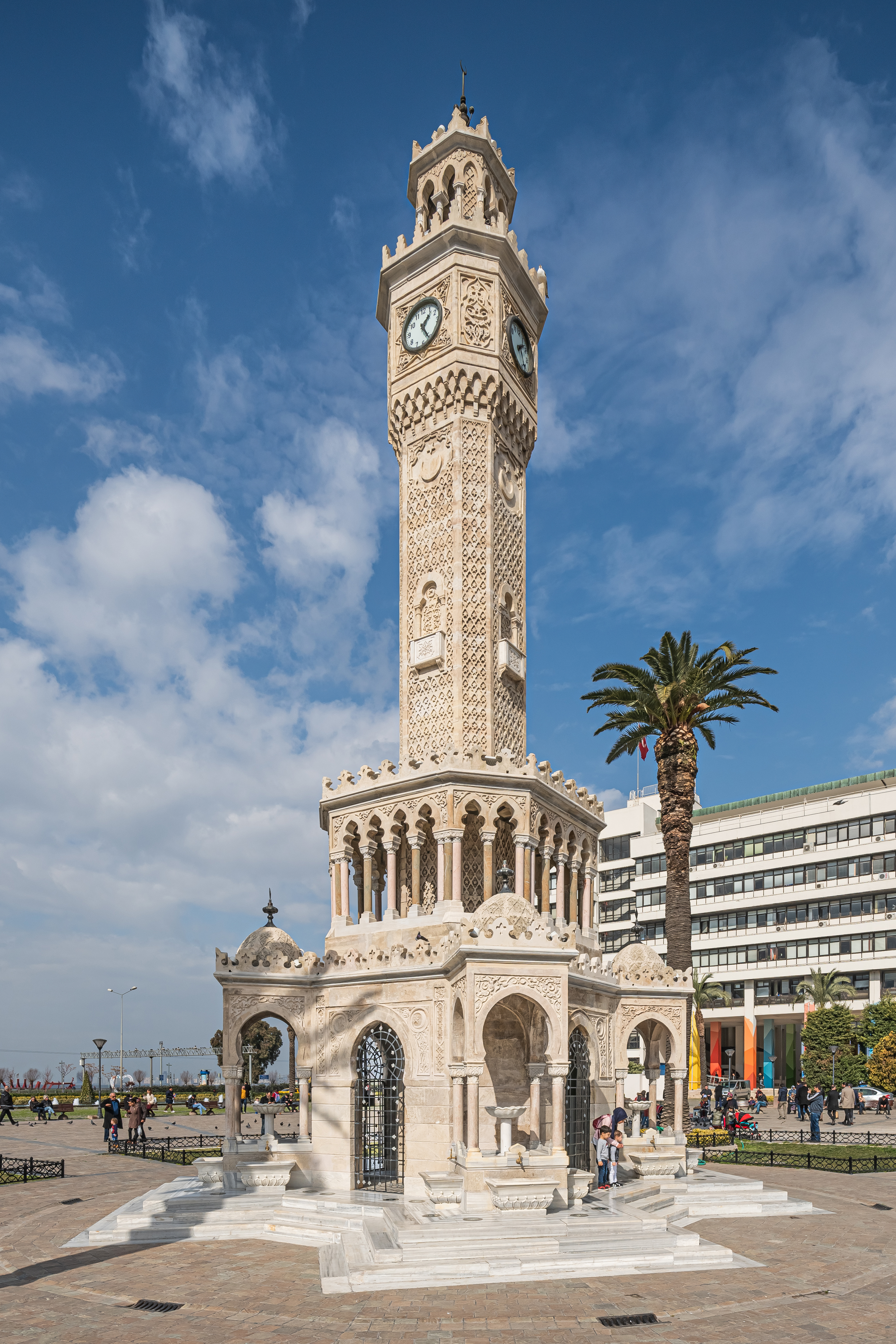
Klocktornet (Saat Kulesi) i centrala Izmir.

Izmir (turkiska: İzmir, tidigare även Smyrna, som är den latinska formen av grekiska Σμύρνη, Smýrnē) är en hamnstad i västra Turkiet, vid Egeiska havet i Medelhavet. Den är administrativ huvudort för provinsen med samma namn. İzmir är landets tredje största stad, och dess storstadskommun administrerar 21 distrikt med totalt 3 492 494 invånare i slutet av 2011, varav cirka 80 procent bor i själva centralorten. De främsta näringarna är hamnen, som är en av landets viktigaste, samt industrier och oljeraffinaderi. I staden finns även en kommandocentral för NATO.

## Historia
Staden grundades av aioliska greker under antiken som Μύῥρα (Mýrrha). År 688 f.Kr. erövrades den av joner från det närbelägna Kolofon, och införlivades i det joniska förbundet. Sedan staden förstörts av den lydiske konungen Alyattes omkring år 600 f.Kr. låg den öde i vid pass 300 år, tills den av Antigonos I Monofthalmos återuppbyggdes 4 km sydväst om den gamla platsen, invid havet. Av Lysimachos gjordes Smyrna till en av Orientens praktfullaste städer. Det tillhörde sedan successivt det syriska och det pergamenska riket, till dess det år 133 f.Kr. uppgick i den romerska provinsen Asia. Smyrna härjades av svåra jordbävningar år 180 och 178 f.Kr., men återställdes av kejsar Marcus Aurelius.
Staden omnämns under namnet Smyrna i Uppenbarelseboken, och Polykarpos led martyrdöden i Smyrna cirka år 155. Staden tillhörde under medeltiden länge det Bysantinska riket, därefter Republiken Genua och Republiken Venedig innan den blev Johanniterordens bas. Johanniterriddarna drevs ut år 1402 av Timur Lenk, och år 1425 tog osmanerna kontroll över staden. Under första världskriget besköts Smyrna av de allierade vid ett flertal tillfällen. Staden hade en stor grekisk befolkning, och enligt freden i Sèvres 1920, som följde på första världskriget, tillföll staden och omgivande område Grekland. I grek-turkiska kriget (1919–1922) återerövrades den dock av Turkiet, vilket stadfästes i Lausannefreden 1923. Den har förblivit turkisk sedan dess. Både när grekerna intog staden i maj 1919 och när turkarna återtog den i september 1922 dödades ett stort antal oskyldiga civila.

## Smyrna som namn på kyrkor
Många kyrkor och kapell inom väckelserörelsen kallas Smyrna. Mest känd är Smyrnakyrkan i Göteborg.

## Sport
- Altay SK, (fotbollsklubb)
- Göztepe SK
- Karşıyaka SK
- Bornova Stadion, (kapacitet: 12 500)